# Liste der Monuments historiques in Avernes
Die Liste der Monuments historiques in Avernes führt die Monuments historiques in der französischen Gemeinde Avernes auf.

## Liste der Bauwerke

### Avernes
| Bezeichnung      | Beschreibung | Standort | Kennzeichnung | Schutzstatus | Datum | Bild           |
| ---------------- | ------------ | -------- | ------------- | ------------ | ----- | -------------- |
| Kirche St-Lucien |              | (Lage)   | PA00079996    | Classé       | 1945  | weitere Bilder |

### Gadancourt
| Bezeichnung                    | Beschreibung | Standort | Kennzeichnung | Schutzstatus | Datum | Bild           |
| ------------------------------ | ------------ | -------- | ------------- | ------------ | ----- | -------------- |
| Schloss Gadancourt mit Priorat |              | (Lage)   | PA00080062    | Classé       | 1948  | weitere Bilder |
| Friedhofskreuz                 |              | (Lage)   | PA00080063    | Classé       | 1942  |                |
| Kirche St-Martin               |              | (Lage)   | PA00080064    | Classé       | 1920  | weitere Bilder |

## Liste der Objekte

### Avernes
| Bezeichnung         | Beschreibung                                   | Standort                       | Kennzeichnung | Schutzstatus | Datum | Bild |
| ------------------- | ---------------------------------------------- | ------------------------------ | ------------- | ------------ | ----- | ---- |
| Glocke              | Bronze, 1729 gegossen                          | in der Kirche St-Lucien (Lage) | PM95000053    | Classé       | 1944  |      |
| Zwei Konsolen       | Holz, vergoldet, Marmorplatte, 18. Jahrhundert | in der Kirche St-Lucien (Lage) | PM95000052    | Classé       | 1914  |      |
| Ölgemälde Ecce homo | 17. Jahrhundert                                | in der Kirche St-Lucien (Lage) | PM95001191    | Inscrit      | 2015  |      |

### Gadancourt
- Monuments historiques (Objekte) in Gadancourt in der Base Palissy des französischen Kultusministeriums